# Eluveitie
Eluveitie – szwajcarski zespół folkmetalowy. Ich muzyka to celtycki pagan-folk metal z wpływami melodic death metal. Grupa powstała w 2002 roku. Pierwszy minialbum, Vên, ukazał się w 2003. W 2006 ukazał się pierwszy album zatytułowany Spirit. W 2007 grupa podpisała kontrakt z wytwórnią Nuclear Blast. Pierwsza płyta wydana przez nowego wydawcę (Slania) została wydana w lutym 2008.  
Muzycy wykorzystują obok gitar elektrycznych, basowych i perkusji także tradycyjne ludowe instrumenty, takie jak dudy, skrzypce i lira korbowa. Teksty w części śpiewane są w martwym języku galijskim.

## Muzycy
| Obecny skład zespołu - Chrigel Glanzmann – wokal, gitara, mandola, uilleann pipes, tin whistle (od 2002) - Kay Brem – gitara basowa (od 2008) - Rafael Salzmann – gitara (od 2012) - Nicole Ansperger – skrzypce, wokal (2013–2015, od 2016) - Matteo Sisti – dudy, flet, gitara (od 2016) - Jonas Wolf – gitara (od 2016) - Alain Ackermann – perkusja (od 2016) - Annie Riediger – lira korbowa (od 2022) - Fabienne Erni – wokal, harfa, mandola (od 2017) Muzycy koncertowi - Matteo Sisti – dudy, flet, gitara (2014–2016) - Diego Rapacchietti – perkusja (2015) - Shir-Ran Yinon – skrzypce (2015–2016) - Snæbjörn Ragnarsson – gitara basowa (2016) - Alain Ackermann – perkusja (2016) - Jonas Wolf – gitara (2016) - Fredy Schnyder – cymbały (2016) - Michalina Malisz – lira korbowa (2016) - Brendan Wade – uilleann pipes (2016) - Liv Kristine – wokal (2016) |  | Byli członkowie zespołu - Gian Albertin – gitara basowa, instrumenty klawiszowe, wokal (2002–2004) - Dario Hofstetter – perkusja (2002–2004) - Mättu Ackermann – skrzypce (2002–2003) - Dani Fürer – gitara (2002–2004) - Yves Tribelhorn – gitara (2002–2004) - Philipp Reinmann – buzuki (2002–2003) - Dide Marfurt – dudy, lira korbowa (2003–2004) - Beni Häfeli – perkusja (2003–2004) - Meri Tadić – skrzypce, wokal (2003–2013) - Sevan Kirder – flet, dudy (2003–2008) - Rafi Kirder – gitara basowa, wokal (2004–2008) - Sime Koch – gitara, wokal (2004–2012) - Severin "Sevi" Binder – wokal, dudy, flet (2004–2006) - Sarah Wauquiez – lira korbowa, akordeon, krzywuła (2005–2006) - Linda Suter – skrzypce, wokal (2006) - Päde Kistler – dudy, flet (2008–2014) - Merlin Sutter – perkusja (2004–2016) - Ivo Henzi – gitara (2004–2016) - Anna Murphy – lira korbowa, wokal (2006–2016) - Michalina Malisz – lira korbowa (2016–2022) |

## Dyskografia

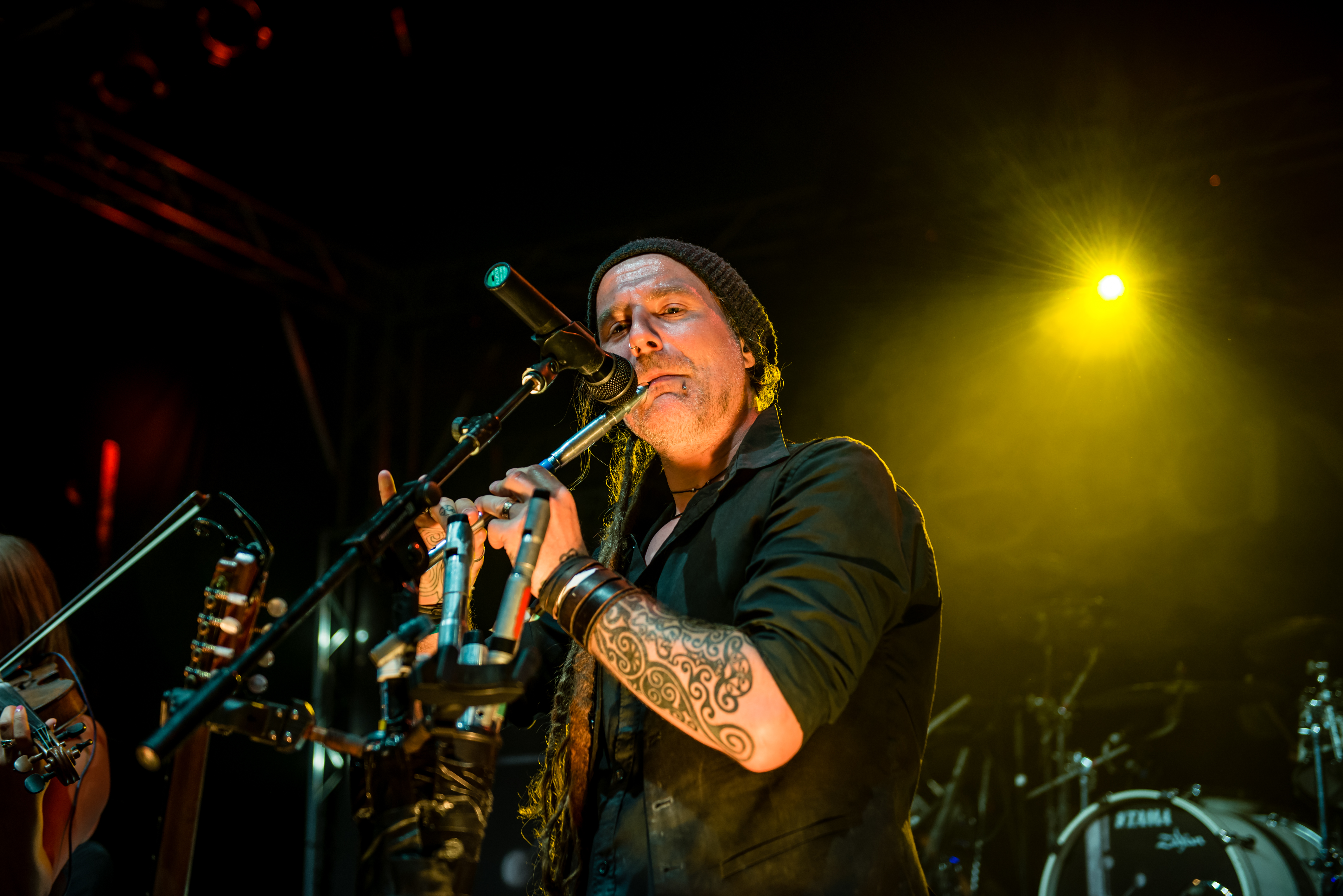
Chrigel Glanzmann, 2015

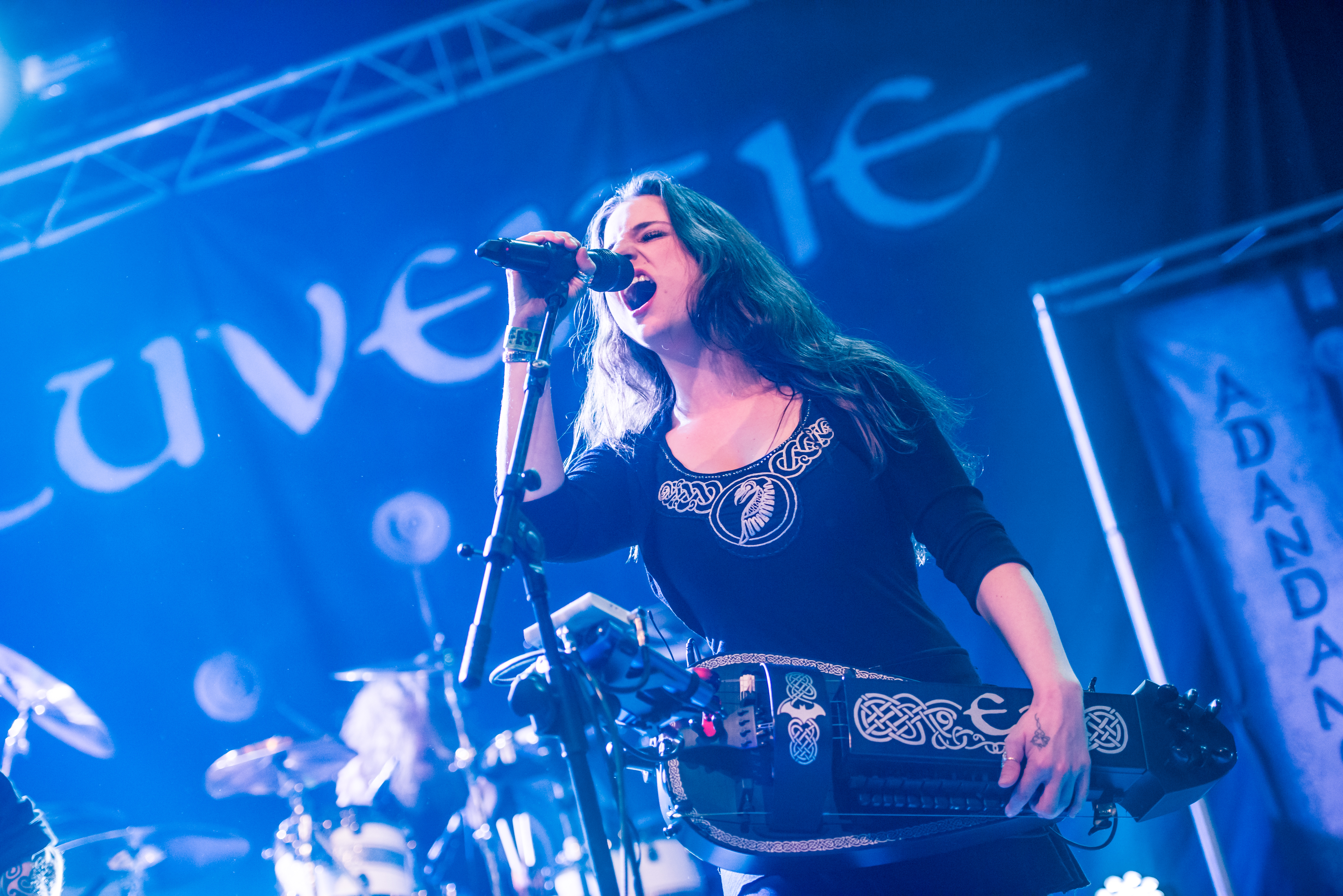
Anna Murphy, 2015

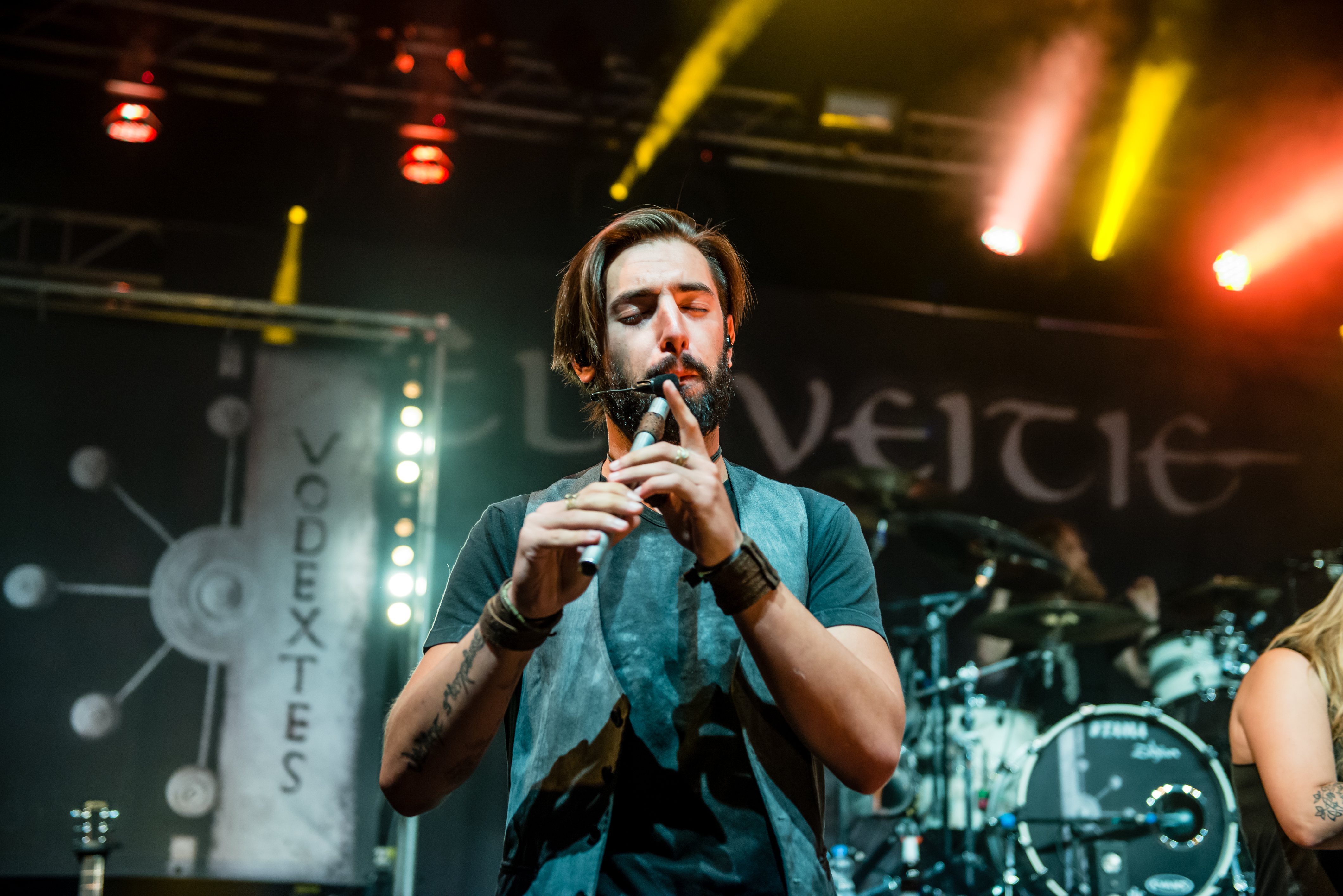
Matteo Sisti, 2015

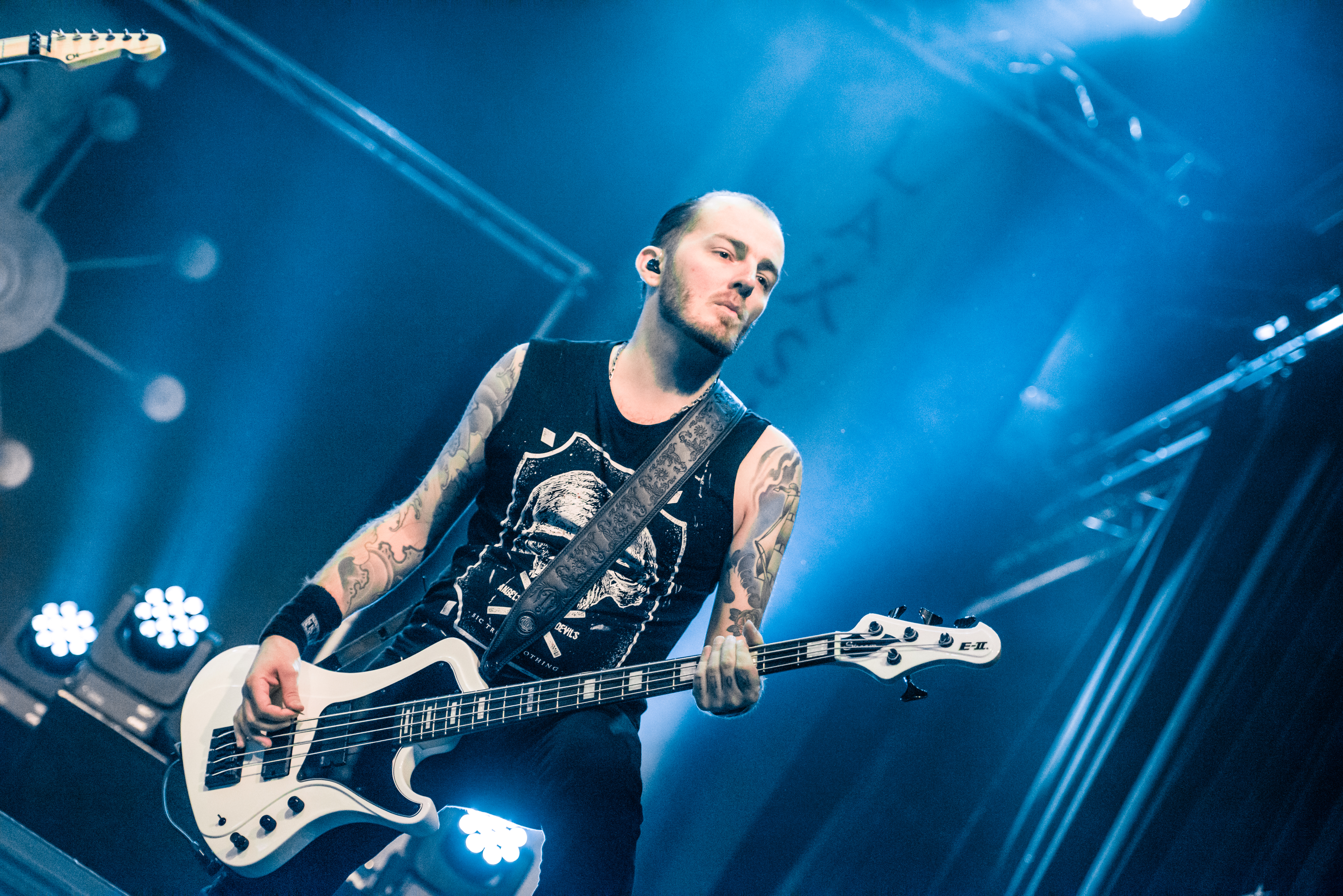
Kay Brem, 2015

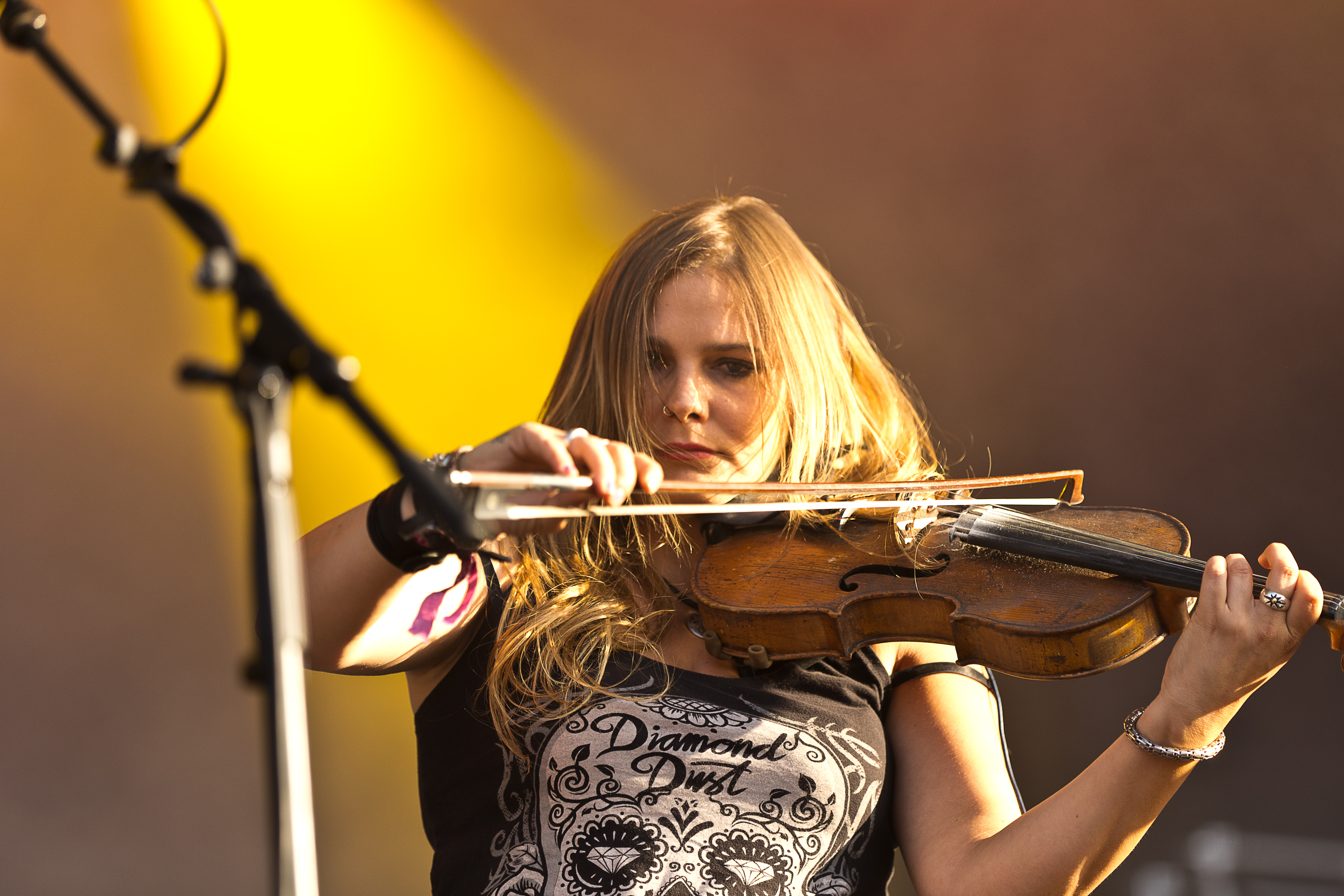
Nicole Ansperger, 2015

Albumy
| Tytuł                                                                                             | Dane dot. albumu                                     | Pozycja na liście | Pozycja na liście | Pozycja na liście | Pozycja na liście | Pozycja na liście | Pozycja na liście | Pozycja na liście |  |
| Tytuł                                                                                             | Dane dot. albumu                                     | AUT               | CHE               | FRA               | GRE               | FIN               | USA               | DEU               |  |
| ------------------------------------------------------------------------------------------------- | ---------------------------------------------------- | ----------------- | ----------------- | ----------------- | ----------------- | ----------------- | ----------------- | ----------------- |  |
| Spirit                                                                                            | - Data: 1 czerwca 2006 - Wydawca: Fear Darks Records | –                 | –                 | –                 | –                 | –                 | –                 | –                 |  |
| Slania                                                                                            | - Data: 15 lutego 2008 - Wydawca: Nuclear Blast      | –                 | 35                | –                 | –                 | –                 | –                 | 72                |  |
| Evocation I - The Arcane Dominion                                                                 | - Data: 11 kwietnia 2009 - Wydawca: Nuclear Blast    | –                 | 20                | 195               | –                 | –                 | –                 | 60                |  |
| Everything Remains As It Never Was                                                                | - Data: 19 lutego 2010 - Wydawca: Nuclear Blast      | 22                | 8                 | 110               | 23                | 31                | –                 | 19                |  |
| Helvetios                                                                                         | - Data: 10 lutego 2012 - Wydawca: Nuclear Blast      | 34                | 4                 | 115               | –                 | 47                | 143               | 27                |  |
| Origins                                                                                           | - Data: 1 sierpnia 2014 - Wydawca: Nuclear Blast     | 22                | 1                 | 70                | –                 | 37                | 104               | 6                 |  |
| Evocation II - Pantheon                                                                           | - Data: 18 sierpnia 2017 - Wydawca: Nuclear Blast    | 18                | 2                 | 124               | –                 | –                 | –                 | –                 |  |
| Ategnatos                                                                                         | - Data: 5 kwietnia 2019 - Wydawca: Nuclear Blast     | 12                | 3                 | 73                | -                 | -                 | 8                 | 11                |  |
| Anv                                                                                               | Data 25 kwietnia 2025 Eluveitie - Àn                 | -                 | -                 | -                 | -                 | -                 | -                 | -                 |  |
| „B/D” oznacza, że album nie miał jeszcze swojej premiery / „–” oznacza, że album nie był notowany |                                                      |                   |                   |                   |                   |                   |                   |                   |  |

Kompilacje
| Tytuł           | Dane dot. albumu                                  | Pozycja na liście | Pozycja na liście |
| Tytuł           | Dane dot. albumu                                  | CHE               | DEU               |
| --------------- | ------------------------------------------------- | ----------------- | ----------------- |
| The Early Years | - Data: 17 sierpnia 2012 - Wydawca: Nuclear Blast | 18                | 67                |

Albumy koncertowe
| The Early Years                         | - Data: 18 marca 2012 - Wydawca: Soulfood         | 78 |
| Live at Feuertanz 2013                  | - Data: 15 września 2014 - Wydawca: Nuclear Blast | –  |
| „–” oznacza, że album nie był notowany. |                                                   |    |

Minialbumy
| Tytuł | Dane dot. albumu                                    |
| ----- | --------------------------------------------------- |
| Vên   | - Data: sierpień 2004 - Wydawca: Fear Darks Records |

## Teledyski

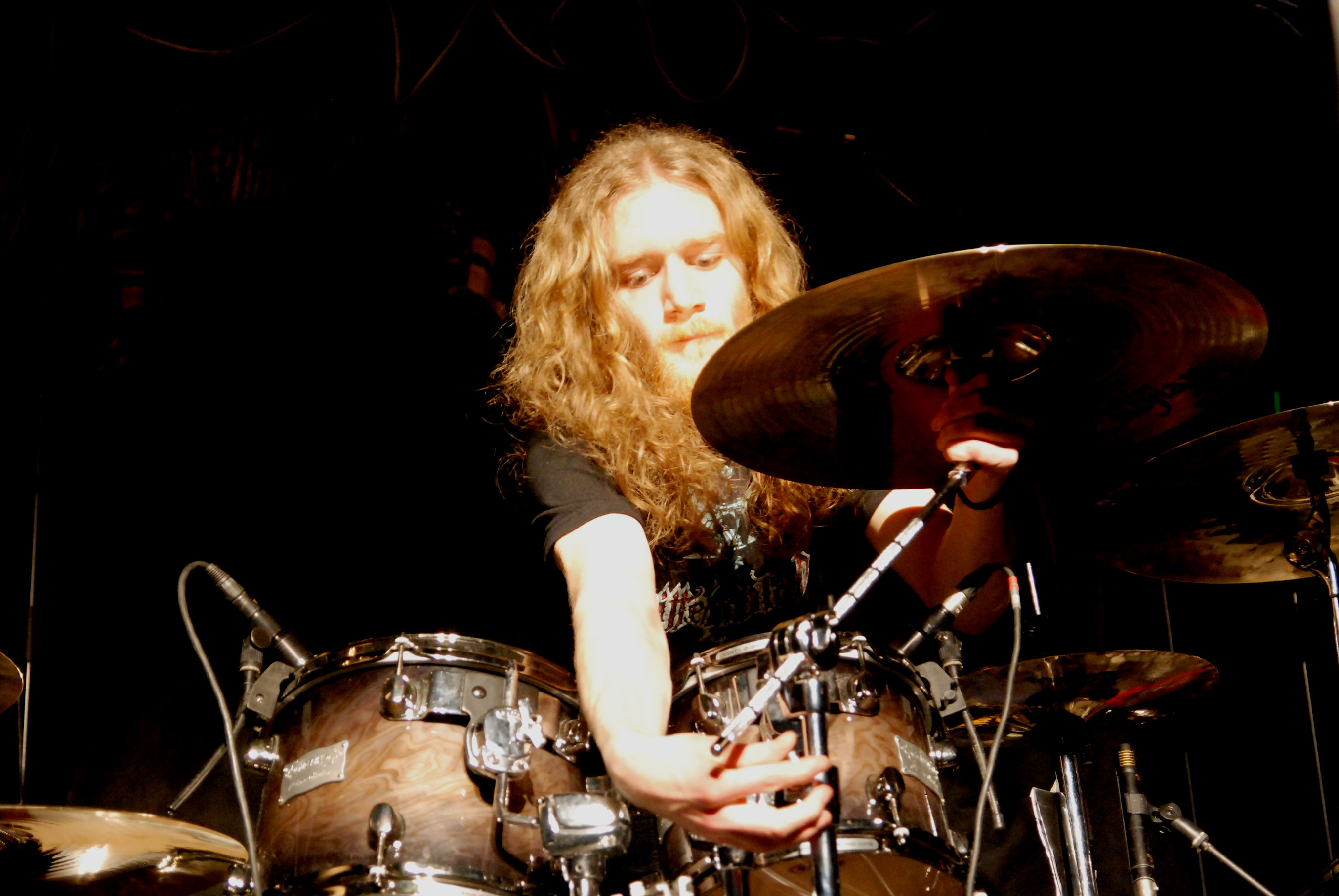
Merlin Sutter, 2009

| Tytuł                       | Rok  | Reżyseria       | Album                              | Źródło |
| --------------------------- | ---- | --------------- | ---------------------------------- | ------ |
| "Of Fire, Wind & Wisdom"    | 2006 | Zsap Bildundton | Spirit                             | [ 26 ] |
| "Inis Mona"                 | 2008 | –               | Slania                             | [ 27 ] |
| "Omnos"                     | 2009 | –               | Evocation I – The Arcane Dominion  | [ 28 ] |
| "Thousandfold"              | 2009 | Grupa 13        | Everything Remains As It Never Was | [ 29 ] |
| "A Rose For Epona"          | 2012 | Grupa 13        | Helvetios                          | [ 30 ] |
| "Havoc"                     | 2012 | Grupa 13        | Helvetios                          | [ 31 ] |
| "King"                      | 2014 | –               | Origins                            | [ 32 ] |
| "The Call Of The Mountains" | 2014 | –               | Origins                            | [ 33 ] |
| "Epona"                     | 2017 | Jason Borruso   | Evocation II - Pantheon            | [ 34 ] |
| "Lvgvs"                     | 2017 | Jason Borruso   | Evocation II - Pantheon            | [ 35 ] |
| "Catvrix"                   | 2017 | -               | Evocation II - Pantheon            | [ 36 ] |
| "Rebirth"                   | 2017 | -               | Ategnatos                          | [ 37 ] |
| "Ategnatos"                 | 2019 | Grupa 13        | Ategnatos                          | [ 38 ] |
| "Ambiramus"                 | 2019 | Grupa 13        | Ategnatos                          | [ 39 ] |

## Nagrody i wyróżnienia
| Rok  | Kategoria              | Tytułem   | Nagroda            | Nota | Źródło |
| ---- | ---------------------- | --------- | ------------------ | ---- | ------ |
| 2014 | Best Live Act National | Eluveitie | Swiss Music Awards | Laur | [ 40 ] |